# Tania Fálquez
Tania Falquez (Barranquilla, 25 de febrero de 1970) es una actriz de teatro, cine y televisión colombiana.

## Filmografía

### Televisión
- La sustituta (2024)
- Los Briceño (2019)
- La Cacica (2017) — Candelaria
- Azúcar  (2016)
- Tiro de gracia (2015) — Frida Álvarez de Acevedo
- Mamá también  (2013) — Eloisa de Cadavid
- Flor salvaje  (2011) — Lourdes
- Pandillas, guerra y paz II  (2010) — Lucia
- La traición  (2009) — Anabel Sánchez de Medina
- La pasión según nuestros días (2008) — María
- El cartel  (2008) — Esposa de Samuel Morales
- Nadie es eterno en el mundo  (2007) — Adelaida
- Criminal  (2006) — Marcela Linares
- Por amor a Gloria  (2005)
- Me amarás bajo la lluvia  (2004) — Esmeralda García
- Mesa para tres  (2004) — L.T. Angela Barrera
- Alicia en el país de las mercancías  (2000) — Cristina
- Francisco el Matemático (2000) — Silvia
- La mujer en el espejo  (1997) — Patricia Robayo
- La viuda de Blanco  (1996) — Iluminada Urbina
- Mi amiga del alma  (1996)
- Cara o sello: Dos rostros de mujer (1995) — Tamara
- Pecado santo  (1995)
- Tentaciones   (1994) — Camila Iriarte Holguín de Rodríguez
- Café, con aroma de mujer  (1994) — Martha Benavides